# Loukoura
Loukoura är en ort i Burkina Faso.   Den ligger i regionen Sud-Ouest, i den sydvästra delen av landet, 270 km sydväst om huvudstaden Ouagadougou. Loukoura ligger 303 meter över havet och antalet invånare är 977.
Terrängen runt Loukoura är platt. Runt Loukoura är det ganska glesbefolkat, med 24 invånare per kvadratkilometer.. Närmaste större samhälle är Tansié, 16,3 km nordost om Loukoura.
Omgivningarna runt Loukoura är huvudsakligen savann.